# اورل (وکلوز)
اورل (به فرانسوی: Aurel) یک کمون در فرانسه است که در Canton of Sault واقع شده‌است. اورل ۲۸٫۹ کیلومتر مربع مساحت دارد ۸۰۰ متر بالاتر از سطح دریا واقع شده‌است.